# چنت ۳۳۱۵
سیارک ۳۳۱۵ (به انگلیسی: 3315 Chant، نامگذاری:1984CZ) سه هزار و سیصد و پانزدهمین سیارک کشف شده‌است که در ۸ فوریه ۱۹۸۴ کشف شد.
قدر مطلق سیارک برابر ۱۲٫۵۰ است.